# 4º Battaglione carri "M.O. Passalacqua"
Il 4º Battaglione carri "M.O. Passalacqua" è stato un reparto dell'Esercito Italiano dal 1955 al 1995.

## Storia
Il battaglione risale alle tradizioni del III Battaglione carri armati appartenente al Reggimento Carri Armati, unità capostipite della Specialità Carristi dell'Esercito Italiano costituitasi il 1º ottobre 1927. Il Battaglione era allora equipaggiato con carri Fiat 3000. Nel 1936 fu assegnato inizialmente al 1º Reggimento fanteria carrista costituitosi in quell'anno. Contestualmente, pur conservando lo stesso numero ordinativo, fu rinominato IV Battaglione carri di rottura. Nel 1939, in vista della costituzione dei primi battaglioni equipaggiati con carri M13/40 fu assegnato al 32º Reggimento carri, riequipaggiato con il nuovo materiale e rinominato IV Battaglione carri Medi, su due compagnie carri.
Approntato nel 1940 per essere inviato in Libia, venne invece inviato in Albania allorché i rovesci militari della campagna contro la Grecia consigliarono l'invio del reparto in quel teatro di operazioni.
In Albania il battaglione passa alle dipendenze tattiche del 31º Reggimento fanteria carristi della Divisione corazzata "Centauro" ivi dislocato dal 1939 entrando poi definitivamente a far parte dell'organico reggimentale. Nel 1941, dopo aver partecipato alla dura campagna contro la Grecia e poi a quella più fortunata contro la Jugoslavia concorrendo a far guadagnare al 31º reggimento la Medaglia d'Argento al Valor Militare, il battaglione torna in Italia al seguito del 31º reggimento dislocandosi con esso a Pordenone ove effettua un intenso ciclo addestrativo per l'Africa Settentrionale insieme a tutto il reggimento che nel frattempo muta il proprio organico perdendo i suoi tre battaglioni carri Leggeri e ricevendo in cambio altri due battaglioni carri medi. Alla fine di tale processo anche il IV battaglione carri medi sarà formato su 3 compagnie carri M 13/40.
Nella primavera del 1942 il reggimento viene distaccato dal 31º Reggimento ed inviato in Africa Settentrionale per ricostituire il 133º Reggimento carristi della Divisione "Littorio" che a sua volta, appena giunto sul fronte africano, era stato "smantellato" per alimentare il 132º Reggimento carri della Divisione corazzata "Ariete" e per rinforzare la Divisione motorizzata "Trieste". Il IV battaglione carri medi prese quindi parte a tutti i combattimenti sostenuti dalla "Littorio" nel tentativo di proseguire l'offensiva che, iniziata nella primavera del 1942, aveva portato le truppe dell'Asse fino in Egitto. Dall'autunno dello stesso anno, esaurita ogni possibilità offensiva dell'Armata Italo-tedesca, il IV battaglione carri partecipa alla battaglia difensiva nei pressi di El Alamein e poi alle prime fasi del ripiegamento verso ovest.
Le vicende di guerra del battaglione sono narrate nelle celebri opere di Dino Campini ("Nei giardini del Diavolo") e di Rinaldo Panetta ("Eroismo e Miserie ad El Alamein" e "Il Ponte di Klisura"). Entrambi gli autori furono ufficiali del reparto sia sul fronte balcanico che quello nordafricano.
Il IV battaglione carri medi è stato il più longevo dei diciannove battaglioni carri medi costituiti dall'Esercito nel corso del secondo conflitto mondiale e l'unico ad aver combattuto anche nei Balcani.
Il moderno 4º Battaglione carri è intitolato alla memoria dell'eroico Tenente Ugo Passalacqua, caduto a Klisura.
Il reparto, stanziato a Solbiate Olona, usava richiamare idealmente a sé anche le tradizioni del pari numero IV Battaglione carri L/35 "Monti" con il quale però non aveva alcuna continuità storico-ordinativa. Tale battaglione, infatti fu costituito nel 1936 dal Reggimento Carri Armati, e nel corso della seconda guerra mondiale combatté nel giugno 1940 sul fronte occidentale nella zona del Moncenisio, partecipando poi nel 1941 alle operazioni per la riconquista della Cirenaica; nel novembre di quell'anno nel corso della battaglia in Marmarica le sue compagnie distaccate a diversi comandi di grande unità si batterono con disperato ardimento per eseguire ordini spesso oltre il limite delle loro possibilità. In questa fase della campagna in Nordafrica la 3ª Compagnia assegnata alla Divisione "Savona" fu impegnata nella zona di Sollum, la 2ª Compagnia assegnata alla Divisione "Trento" nella zona di Tobruk e la 1ª Compagnia e la Compagnia Comando nella zona di El Mechilli, ebbero distrutti in combattimento il 100% dei carri, mentre il personale riportò pesantissime perdite tra caduti, feriti e dispersi. Il 12 gennaio 1942 il battaglione venne sciolto ad Agebadia.

## IV Battaglione carri
Nel dopoguerra il battaglione carri venne ricostituito con il numero ordinativo di III battaglione carri e inquadrato nel 31º Reggimento carri ricostituitosi nel 1951 a Verona per la rinata Divisione corazzata "Centauro".  Nel 1955 il battaglione segue il 31° nel trasferimento nella sede di Bellinzago Novarese. Nel 1959, equipaggiato di carri M 47, riassume il numero ordinativo avuto in guerra di IV battaglione carri. Nel 1963 in applicazione al riordino delle unità corazzate concordato dall'Alleanza Atlantica, le Divisioni corazzate vennero articolate su brigate corazzate, e brigate meccanizzate, con i reggimenti bersaglieri che inquadravano un battaglione carri e i reggimenti carri che inquadravano un battaglione bersaglieri. La Divisione corazzata "Centauro" venne dunque articolata sulla 1ª Brigata Meccanizzata, la IIª Brigata Corazzata, la IIIª Brigata Corazzata e su una Brigata di Artiglieria. In attuazione a tale ordinamento il IV battaglione carri passò alle dipendenze del 3º Reggimento bersaglieri (nerbo della 1ª Brigata Meccanizzata) e si trasferì nella sede di Solbiate Olona (caserma Ugo Mara). Contestualmente il 31º reggimento (unità di manovra della IIIª Brigata corazzata "Centauro") ricevette dal 3º bersaglieri il XVIII battaglione bersaglieri che si ridislocò a Bellinzago Novarese (caserma Valentino Babini).

## 4º Battaglione carri "M.O.Passalacqua"
Con la profonda ristrutturazione dell'Esercito Italiano del 1975, che aboliva il livello reggimentale, il 3º Reggimento bersaglieri è sciolto il 20 ottobre 1975, il suo comando si trasforma in Comando della 3ª Brigata meccanizzata "Goito". In tale nuova Brigata viene inquadrato il IV Battaglione carri che assume la denominazione di 4º Battaglione carri "M.O. Passalacqua", riprendendo la tradizione dei carristi di intitolare i propri battaglioni ad una medaglia d'oro al valor militare della specialità e possibilmente dello stesso reparto. Il tenente Ugo Passalacqua era stato un ufficiale del battaglione caduto nel gennaio 1941 sul fronte greco-albanese.
Nel 1991 la Brigata meccanizzata "Goito" venne sciolta. A seguito della reintroduzione del livello reggimentale nell'Esercito Italiano il 27 agosto 1992, nella sede di Solbiate Olona,  sulla base del 4º Battaglione carri "M.O. Passalacqua", viene ricostituito il 67º Reggimento Fanteria corazzato "Legnano" che inquadra il 4º battaglione carri e si riappropria della bandiera di guerra e anche delle relative mostreggiature della caratteristica cravatta azzurra, custodite dal 1975 dal 67º Battaglione meccanizzato "Montelungo" soppresso nello stesso anno. Nel 1993-1994, tale reggimento partecipa con la Brigata meccanizzata "Legnano" alla Missione Ibis in Somalia, ed è infine sciolto il 5 ottobre 1995.